# Siegfried Raeck
Siegfried Raeck (* 17. August 1907 in Eisleben; † 1945) war ein deutscher Funktionär der Hitler-Jugend.
Er beantragte nach Lockerung der Mitgliedersperre am 27. Dezember 1937 die Aufnahme in die NSDAP und wurde rückwirkend zum 1. Mai desselben Jahres aufgenommen (Mitgliedsnummer 4.922.964). Zuvor war er 1936 zum Hauptreferenten im Kulturamt der Reichsjugendführung und 1939 zum stellvertretenden Chef des Kulturamtes sowie Leiter des Reichsinstituts für Puppenspiel in Stuttgart ernannt worden. Hier engagierte er sich als handpuppenerfahrener Oberbannführer um die Kontrolle des Puppentheaters und vor allem die Instrumentalisierung für NS-Propaganda und Erziehung.

## Publikationen (Auswahl)
- Das Kasperlbuch, Wien 1934.
- Die kulturpolitische Aufgabe. In: Wille und Macht 6 (1938), Heft 15, S. 19.